# الاستفتاء الرئاسي المصري 1987
الاستفتاء الرئاسي المصري عام 1987 هو الاستفتاء الثاني  في عهد حسني مبارك.وأجري الاستفتاء على ترشيح محمد حسني مبارك لمنصب رئيس جمهورية مصر العربية يوم 5 أكتوبر 1987. وكان مبارك قد رشح من قبل ثلثين أعضاء مجلس الشعب وهي النسبة المطلوبة في يوم 5 يوليو 1987 م . وتمت الموافقة على ترشيحه من قبل 97.1٪ من الأصوات المدلى بها، مع نسبة مشاركة 88.5٪.

## النتائج
النتائج الرسمية المعلنة
| الاختيار                                             | الأصوات    | %    |
| ---------------------------------------------------- | ---------- | ---- |
| موافق (نعم)                                          | 12,086,627 | 97.1 |
| معارض (لا)                                           | 361,395    | 2.9  |
| أصوات باطلة                                          | 266,762    | –    |
| الإجمالي                                             | 12,711,784 | 100  |
| المسجلون في قاعدة البيانات الانتخابية- نسبة المشاركة | 14,368,147 | 88.5 |